# オオムギ
オオムギ（大麦、学名 Hordeum vulgare）は、イネ科の穀物。中央アジア原産で、世界でもっとも古くから栽培されていた作物の一つである。小麦よりも低温や乾燥に強いため、ライ麦と共に小麦の生産が困難な地方において多く栽培される。

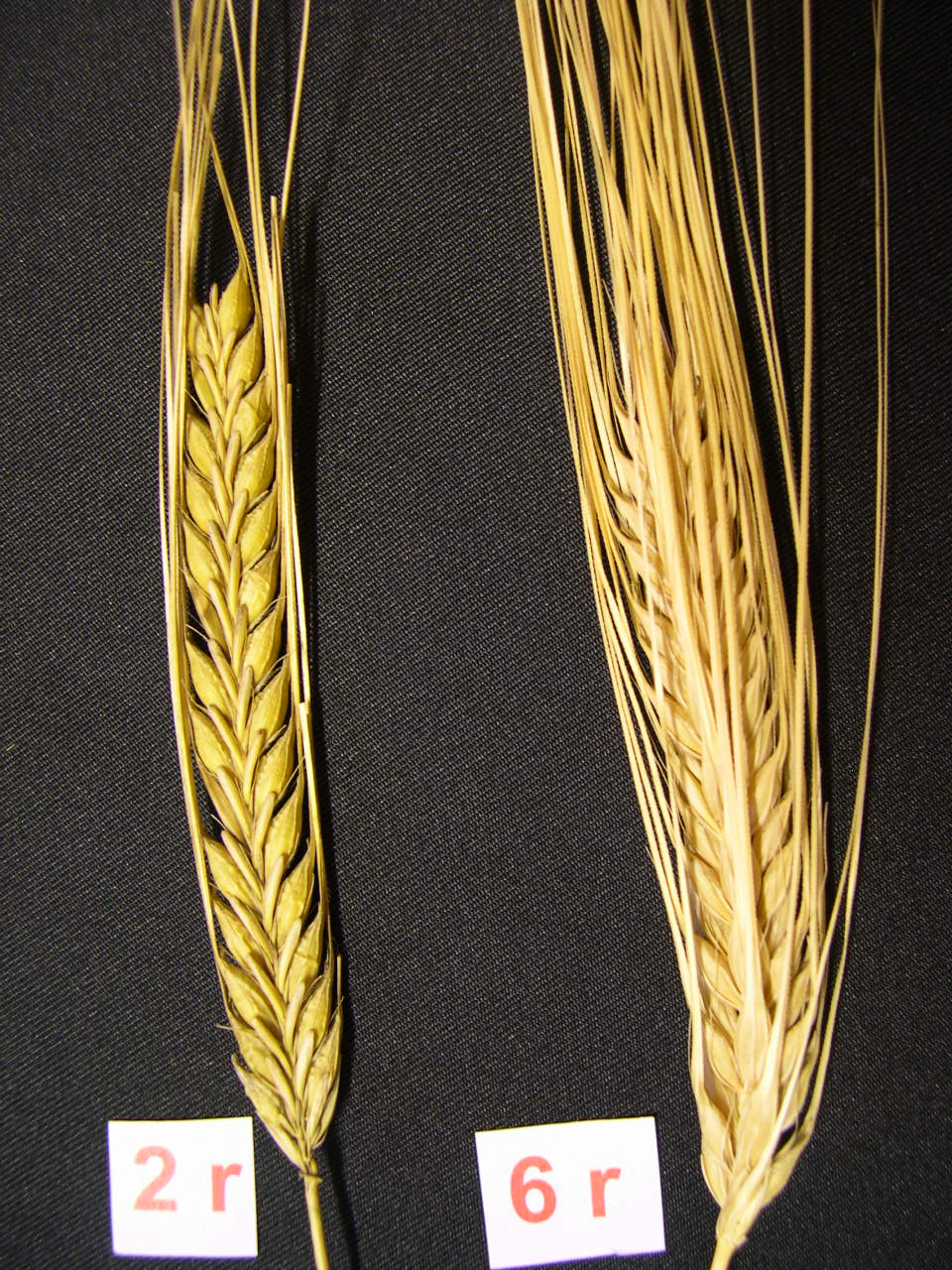
二条オオムギと六条オオムギ

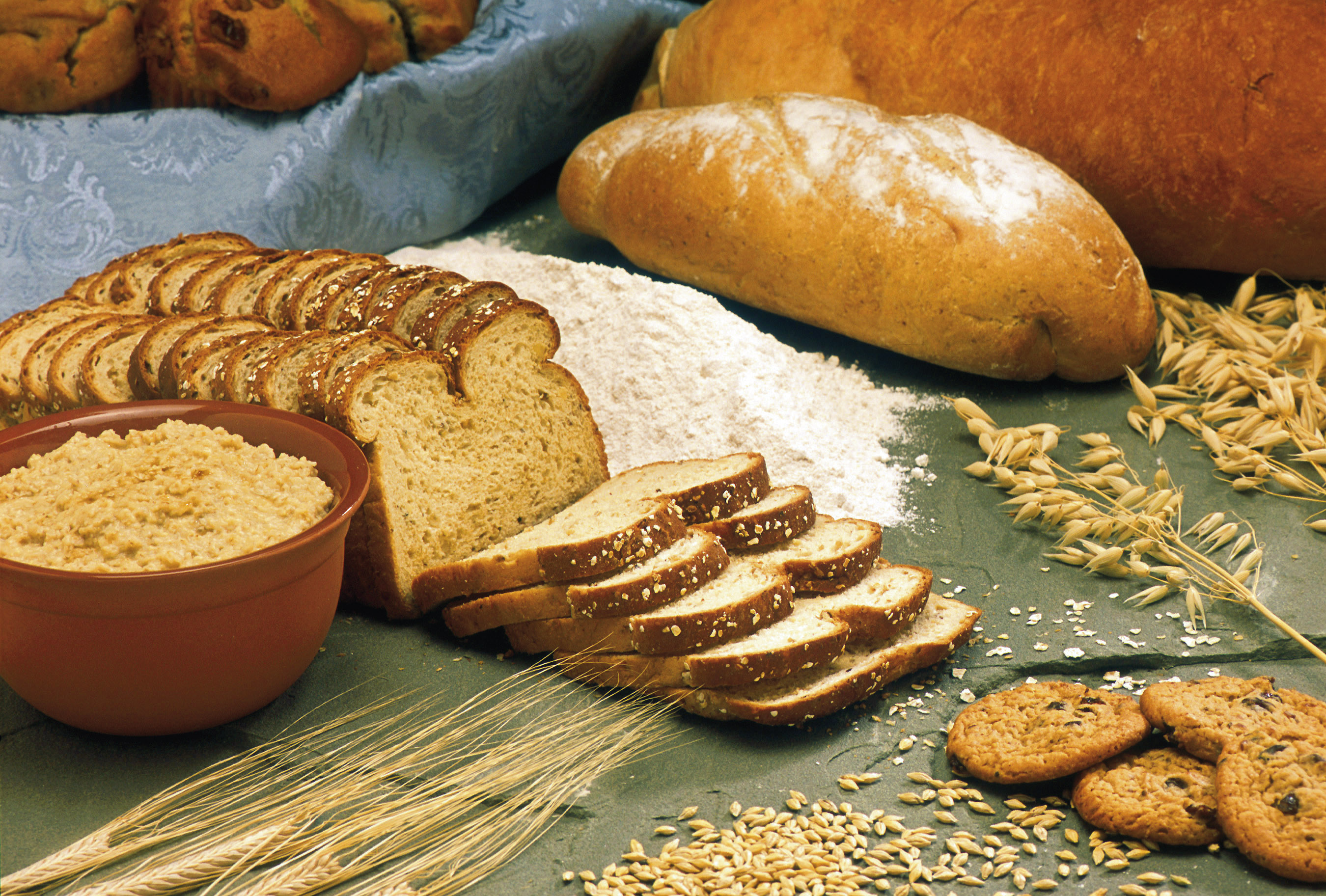
オオムギとカラスムギ、およびそれらを原材料とする食品

## 名称
「オオムギ」は漢名の「大麦（だいばく）」を訓読みしたものである。「大」は、小麦（コムギ）に対する穀粒や草姿の大小ではなく、大＝本物・品質の良いもの・用途の範囲の広いもの、小＝代用品・品格の劣るものという意味の接辞によるものである。大豆（ダイズ）、小豆（アズキ、ショウズ）、大麻（タイマ）の大・小も同様である。伝来当時の漢字圏では、比較的容易に殻・フスマ層（種皮、胚芽など）を除去し粒のまま飯・粥として食べることができたオオムギを上質と考えたことを反映している。
また、オオムギをはじめ、コムギ、エンバク、ライムギ、ハトムギなど、姿の類似した一連の穀物を、東アジアでは総称してムギと呼ぶ。こうした総称はヨーロッパには存在せず、barley（大麦）、wheat（小麦）、oat（燕麦）、rye（ライ麦）のようにそれぞれの固有名で呼ぶのみである。

## 品種
穂の形状の違いから、主に二条オオムギ（二条大麦、H. vulgare f. distichon、英: two-rowed barley)）、四条オオムギ（四条大麦、H. vulgare subsp. vulgare、英: barley）、六条オオムギ（六条大麦、H. vulgare f. hexastichon、英: six-rowed barley）、ハダカムギ（裸オオムギ、裸麦、Hordeum vulgare var. nudum Hook. f.、英: Hulless barley, naked barley）、野生オオムギ（H. vulgare subsp. spontaneum、英: wild barley）に分かれる（但し、四条オオムギ、野生オオムギについては品種ではなく亜種）。この「条」というのは穂が何列（条）あるかということではない。オオムギの穂は基本的にすべて6列である。二条と六条の差は、実る穂が何列あるかの違いであり、読んで字のごとく2列実るのが二条オオムギ、6列すべてが実るのが六条オオムギである。実るのが2列だけであるぶん、二条オオムギの種子は大きく、大粒オオムギとも呼ばれる。これに対し六条オオムギはすべての列に種子が実るため種子が小さく、小粒オオムギとも呼ばれる。ただしすべての列に種子が実るため、全体の収量としては六条オオムギのほうが多い。
二条オオムギは主にビール生産用に栽培され、ヨーロッパで栽培されるオオムギの多くは二条種である。これは、二条種は種子の一粒一粒が大きく、しかも大きさがよくそろっているので、醸造の管理がしやすいからである。それに対し六条オオムギは収量が多く、オオムギを穀物として食べる地域においては六条種を主に栽培する。二条種と六条種の進化については、長い議論の歴史がある。かつては六条種は二条種から分化してできたと考えられてきたが、チベット高原において野生の六条種が発見されたため、一時は二条種と六条種は別々に栽培化されたとの説が有力となった。その後、遺伝子情報の解析によって、現在では二条栽培種の変異によって六条種が成立したと考えられている。二条種はチベットより東には到達せず、このため中国や日本など東アジアの在来のオオムギはすべて六条種である。これら諸国における二条種のオオムギは、近代になってヨーロッパなどから導入されたものである。
二条種と六条種は皮が実と糊状のもので固着しており、はがすのが難しい。この固着はオオムギだけの特質であり、コムギなどのほかのムギでも、コメなどほかの穀物においてもこういったことはない。皮をはがすのが難しいため、これらは皮麦（カワムギ）とも呼ばれる。それに対し、六条種の突然変異で糊状のものが存在しないものが生まれ、揉むだけで皮が簡単にはがれる品種が生まれた。これがハダカムギである。ハダカムギは食用にするのがより簡単であるため、チベットや日本といったオオムギを重要視する国々において多く栽培されるようになった。その後、六条ハダカムギと二条種の交雑により二条ハダカムギも生まれたが、二条ハダカムギは品種が非常に少なく、一般的にハダカムギといえば生産のほとんどを占める六条ハダカムギを指す。
また、上記の品種はすべてうるち性であるが、日本を含む東アジアにはもち性のオオムギも存在する。もち麦は日本ではもち米の代替として西日本中心に栽培され、団子などがこれで作られた。
特に日本で生産されるのは二条オオムギ、六条オオムギ、ハダカムギが多い。二条オオムギは明治時代以後にヨーロッパより導入され、ビールなどの醸造用の需要が多くビールムギとも呼ばれる。これに対し、六条オオムギとハダカムギは古来日本で栽培されてきた品種である。六条オオムギは押し麦や引き割り麦などにして米に混ぜるなど雑穀としての使用が多く、また麦茶の原料ともなる。ハダカムギも同様に使用することはできるが、味噌の製造に使用されることが多い。栽培は、寒さに強い六条オオムギが東日本で主に栽培され、寒さに弱い二条オオムギやハダカムギは西日本で主に栽培される。日本の農産物分類においては、麦類にハトムギやエンバク、ライムギといったものは含まず、日本での生産量の多いコムギ、二条オオムギ、六条オオムギ、ハダカムギをあわせて4麦という。

## 栽培
大麦は、本来は、後述のように冬季に比較的降水量が多い地域を原産とする作物であり、秋に発芽して冬を越し、春に大きく生長し、初夏に結実して枯れる、いわゆる冬草の一種にあたる。そのため、種を秋に蒔き、苗の状態で冬越しさせ、春に出穂（開花）・結実させて初夏に収穫する（秋蒔き）。しかし、春に積算温度の足りない寒冷地向けの品種として、発芽に低温を必要とせず、種を春にまいて、盛夏に収穫可能な春蒔き品種が開発され、日本では、北海道で主に栽培されている。世界的には、ロシアやカナダといった北方の寒冷な地域では春蒔きが中心となっている。この2国はオオムギの大生産国であるため、世界的なオオムギ生産量としては春蒔き品種のほうが多くなっている。これに対して本州以南、特に関東から九州にかけての地方では、夏草の性質を持つ稲の裏作として秋蒔き品種の栽培が拡大した。この場合、稲の収穫が終わった秋に播種し、田植え前の初夏に収穫することになる。麦の穂が実る初夏の麦畑は、淡い茶色に染まって秋の稲田に似た光景となるため、麦の結実期のことを、麦秋と呼ぶ。東日本・西日本では、梅雨入り直前の、5月下旬から6月上旬（グレゴリオ暦）にあたる。なお、収穫後に乾燥状態を維持していないと、梅雨時などは土壌になくても穂先から簡単に芽吹き出すので注意が必要である。また初夏に芽吹いたとしても日本の夏の気候下ではうまく育たない。秋蒔きは、世界的にはドイツやアメリカなどを中心に行われる。

## 歴史

### 世界
オオムギが食料に供されるようになったのは紀元前1万1000年頃、栽培が始まったのは紀元前8500年頃とされている。
現在栽培されている品種は、現在イラク周辺に生えている二条オオムギに似た野生種ホルデウム・スポンタネウム（Hordeum spontaneum) が改良されたものともいわれる。当初の調理法は、炒って麦粉にしたものを水に溶かしたり、または粗挽きにした粥だったと考えられており、やがてそこからオオムギパンの製法が開発された。
古代エジプトでも主食のパンに使われており、ヒエログリフにも描かれている。このころにはすでにビールの製造も開始されており、パンとビールはエジプトの食生活の中心であった。このビール製造はオオムギパン製造の過程で、オオムギを粉にしやすくするため発芽させたときに偶然製法が発見され製造され始めたと考えられており、実際にこのころのビールは現在よりもかなりどろっとしたものだった。オオムギの粥もそのまま残っており、古代ギリシアでも重要な食料だった。古代ローマの時代には市民の主食はコムギとなっており、オオムギは主に家畜の飼料用だった。なおオオムギを食べると脂肪を増やして出血を防ぐと考えられていたため、剣闘士の主食となっていた。このため剣闘士は侮蔑的に「大麦食い」（ホルデアリウス）と呼ばれていた。ワインが主流であったローマではビールは飲まれておらず、北方にいたゲルマン人たちが盛んに醸造して飲んでいた。その後も長くヨーロッパでは重要な穀物であったが、グルテンがないためにコムギに比べて使用法が限定されるため、次第に主食の座から転落し、醸造や飼料用が中心となっていった。ヨーロッパにおいては、コムギの普及とともに二義的な地位へと落ち、中世末期にはよりパンに適したライムギよりも重要性が低くなった。一方で、ゲルマン民族の大移動によってヨーロッパ北部を押さえたゲルマン人たちは引き続きビールを愛飲しており、ゲルマン系のフランク王国がヨーロッパのかなりの部分を押さえたことでビール製造はヨーロッパ各地に根を下ろした。このビール醸造用が次第にヨーロッパのオオムギ栽培で大きな部分を占めるようになった。
ヨーロッパ以外でも、オオムギは各地に広く伝わり、伝来初期は主食としていた地域も多かったが、ヨーロッパと同様の理由で徐々に主食の座から転落していった。中国大陸でもオオムギは「麰」と呼ばれ、古くは広く栽培されたがコムギやコメに追い越されていった。例外はチベット高原であり、ここではほかの穀物が気候的に栽培不可能であるためにオオムギは主穀となった。また、エチオピア高原においてもオオムギは重要食料となったが、こちらではテフの普及とともにやはり地位が下がっていった。この2地域はオオムギの品種が非常に多く、またここで生まれた品種が周辺に拡散していったものも多く、オオムギ栽培化の二次中心とされる。しかし、オオムギはすべての主要穀物の中で最も成長が早く、収穫までにかかる日数も短いうえ、乾燥や寒冷に強く、また湿潤にもある程度適応できるなど適応性が高い。このため、温帯中心にユーラシア大陸のかなり広い地域で二義的に栽培された。
19世紀に入ると、在来品種の選抜を手始めとしてヨーロッパ各地で品種改良がおこなわれ、収量や質のいい新品種が続々と開発されるようになった。20世紀に入るとさらに品種改良は加速し、病害に強いエチオピア高原の在来種や、湿害に強い日本在来種、同じく茎の長さが短く、倒伏の危険性を抑えることのできる日本在来種など世界中の在来種が掛け合わされるようになり、オオムギの反収は大幅に向上した。

### 日本
日本にオオムギが伝来したのは縄文時代のことである。『類聚三代格』には、弘仁11年（820年）の太政官符として「麦は（米の）絶えたるを継ぎ、乏しきを救うこと穀の尤も良きものなり」との記述がある。
日本に伝来した麦類は最初は米と同じようには普及しなかった。しかし、中世になって農業技術が発達したことで二毛作が普及し、麦類の納税義務は減免されたため栽培面積も広まった。こうして中世には麦飯や雑穀飯が農民の常食となった。製粉する必要のあるコムギに比べ、オオムギは粒のままで食べるために手間がかからず、コムギよりも熟すのが早いため米の裏作として適していたうえ、不足しがちな米を補うものとしても適していた。
明治時代には、コムギの45 - 47万町歩に対し、オオムギの作付面積は130万町歩と、3倍近くにまで達していた。このころまでの日本でのオオムギの主要な用途は主食用であり、麦飯として米と混炊して特に農村部では重要な主食とされ、米所の宮城県でも関兵精麦のような麦関連の企業が潤った。しかし農村部では白米の飯が祭礼に際しての特別なご馳走であったこと、農民にとって米は重要な換金作物で自家消費が抑えられ転売先の都市部で白米の飯が普及したことなどから、麦飯は白米の飯に対して農村的な格の低い洗練されない食品とされた。そのため臭くてまずいと考え、蔑んで貧民や囚人の食事とみなす者も少なくなかった（俗に言う「刑務所の臭い飯」のいわれである）。その一方で、白米の飯への憧れによって脚気は近代の日本で国民病と呼ばれるまでに蔓延した。大日本帝国海軍ではこれへの対策としていち早く麦飯を導入し脚気患者を激減させたが、「死地に赴く兵士に白米を食べさせてやりたい」という情から白米にこだわった大日本帝国陸軍では日露戦争で夥しい戦病死者を出した（当時はまだビタミンが発見される前であり、麦飯の根拠は薄く伝染病説が主流だった）。また、麦が配給されていた海軍でも一部の兵士がこっそり麦を捨てていたために完全な克服には至らず、脚気禍が何度も再燃している。また、こうしたことからオオムギの価格や社会的評価は低く、1950年の国会答弁において大蔵大臣の池田勇人が「私は所得に応じて、所得の少い人は麦を多く食う、所得の多い人は米を食うというような、経済の原則に沿った方へ持つて行きたいというのが、私の念願であります」と発言し、これが「貧乏人は麦を食え」と報道されて世論の強力な反発を受けたことなどは、この状況をよくあらわしたエピソードである。
その後、米の収量が増えるに連れてより用途の広いコムギ栽培に取って代わられ、オオムギの作付けは減っていき、1940年には作付面積はコムギが84万町歩、オオムギが74万町歩と逆転していた。また、オオムギのなかでも明治初期には六条オオムギの作付面積が広かったが、大正時代に入るとハダカムギの栽培面積のほうが広くなった。高度経済成長期になると二毛作が経済的に引き合わなくなったためほとんど行われなくなり、裏作作物の中心的存在であったオオムギ、とくに食用を主とする六条オオムギおよびハダカムギの栽培は激減した。それに対し、明治以降にビール生産用として導入された二条オオムギの生産は大口の需要があったため、六条オオムギやハダカムギの生産が激減した後もしばらくは盛んに生産されていたが、1970年代以降ビール原料のムギも輸入が増え、それにつれて二条オオムギの生産も減少した。
オオムギは日本の主食用主要穀物の一つであったため、政府による統制のもとにおかれてきた。1942年の食糧管理法に端を発する食糧管理制度のもとで、ハダカムギ・オオムギ（主食用の六条オオムギを指す）はコムギやコメと同じく政府の管理下に置かれ、生産者は自家保有量以外を公定価格で供出し、政府は米穀配給通帳に基づき消費者へと配給することとなった。第二次世界大戦後、食糧難が緩和されてくるとともに配給制は廃止されるとともに麦の統制も緩和され、1952年には最低価格・最高価格の範囲内に価格を安定させる形の間接統制となった。1994年、主要食糧の需給及び価格の安定に関する法律（食糧法）が公布されたが、ハダカムギ・オオムギは引き続き価格統制のもとにおかれた。その後、1998年に策定された「新たな麦政策大綱」を受けて、2000年に国内産麦の民間流通制度が導入された。この制度によって国内産麦の流通管理は実態として終了し、生産者と実需者が直接取引を行い、入札によって価格形成が行われるようになった。
全て国内生産のみで賄われる主食用オオムギだけではなく、全量が輸入である飼料用や主食以外の用途のオオムギについても、政府がアメリカやカナダといった大生産国から輸入し業者へと売り渡す、いわゆる「政府操作飼料」という形をとっている。これにより国内産麦の価格保護が行われてきたが、2007年以降に導入されたSBS（売買同時入札）方式の影響により、国際価格の影響を多少なりとも受けるようになった。

## 用途

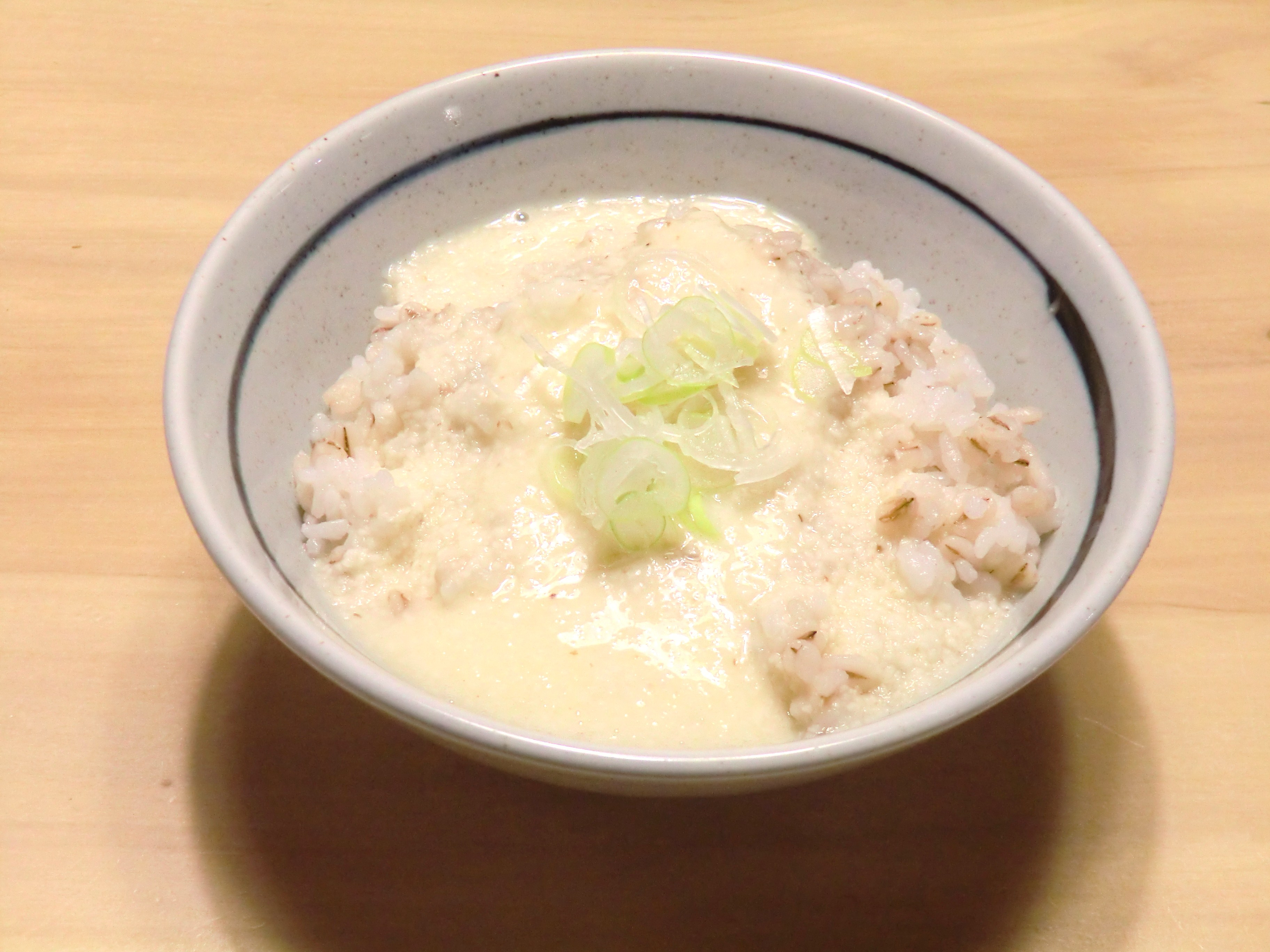
麦とろ

大麦は麦のまま麦飯やサラダに用いられたり、大麦粉などとして加工食品に用いられる。

### 主食
メソポタミアでは小麦より塩害に強いため、南部のバビロニアで多く栽培された。ヨーロッパでは粗く挽いた大麦を煮た粥状のものが食べられていた。古代ローマでは粗挽きの大麦の粥はプルスと呼ばれ、主食として重要なものであった。その後パンが普及し、15〜16世紀にかけて寒冷な地でも生産性が高く、茹でただけでも比較的美味なジャガイモがアメリカ大陸からもたらされたため、現在では主として飼料用および醸造用の穀物とされるようになった。
チベットで主食の中心となっているツァンパは、ハダカオオムギを乾煎りして粉砕した粉で、バター茶で練るなどして食べられている。
中国大陸では前述のように食味・調理法の問題から時代の経過とともに主食の座を追われていった。北宋のころ、黄州へ左遷された蘇軾は生活費を抑えるため「東坡」と名付けた自宅の田畑を自ら開墾耕作していたが、とうとう米の備蓄が尽き、東坡で穫れた大麦を米飯の代用食として炊飯することになってしまった。これが家族から「まるでシラミを噛んでいるようだ」と愚痴をこぼされるほど不評であった事から新たに小豆を混ぜて炊く調理法を考案したところ今度は好評を得、妻である王閏之の言葉にしたがい「二紅飯」と命名したという随筆を残している。
日本はチベット文化圏と並んで大麦を主食穀物として多く利用する地域であった。しかし明治時代までは今日のように、炊飯しやすい押麦 (rolled barley) にして白米と混炊することは行われていなかった。米や雑穀と比べて煮えにくいため、挽き割り粥にするか、炊飯に先立ち、あらかじめ煮て冷まして一晩置くえまし麦としてから、単独、あるいは米や雑穀と混炊して調理した。明治時代までは、えまし麦の茹で汁は、砂糖を混ぜて母乳の代用品として使われることもあった。しかし上記のとおり、コメの社会的な地位の高さも相まって、麦飯の評価は低いものであった。現在では精白技術の向上による食味の向上や、押し麦の普及による炊飯の容易化により、健康食として再び人気を博している。
現代における日本の主食用オオムギとしては、上記の精白した麦をローラーで押しつぶす押し麦のほか、麦の中心線に沿って二つに切断しただけの米粒麦や、二つに割った後押しつぶす白麦がある。また、そもそも押しつぶさず、精白しただけの丸麦もスープに入れるなどして食べられる。
また、とろろには麦飯を使うものとされており、麦とろは東海道の鞠子宿などで古くから名物となっていた。

### 加工食品

#### 麦芽の利用
大麦の主な用途として麦芽の製造があげられる。麦芽は文字通りムギ類を発芽させたものであり、本来はオオムギだけを指すものではないが、一般的に、麦芽といえばオオムギからのものをさす。これはオオムギから作る麦芽が最も酵素が多く含まれるため、麦芽の質がよく、結果として麦芽を利用する場合はほとんどがオオムギ麦芽を使用することになるからである。麦芽にはアミラーゼ酵素が含まれ、デンプンを糖に分解する作用があるため、麦芽糖が大量に生成される。麦芽糖はその名の通り糖であり、甘味料として水飴やシロップの原料ともなるが、麦芽のもっとも重要な利用法は糖からアルコールを作ることである。

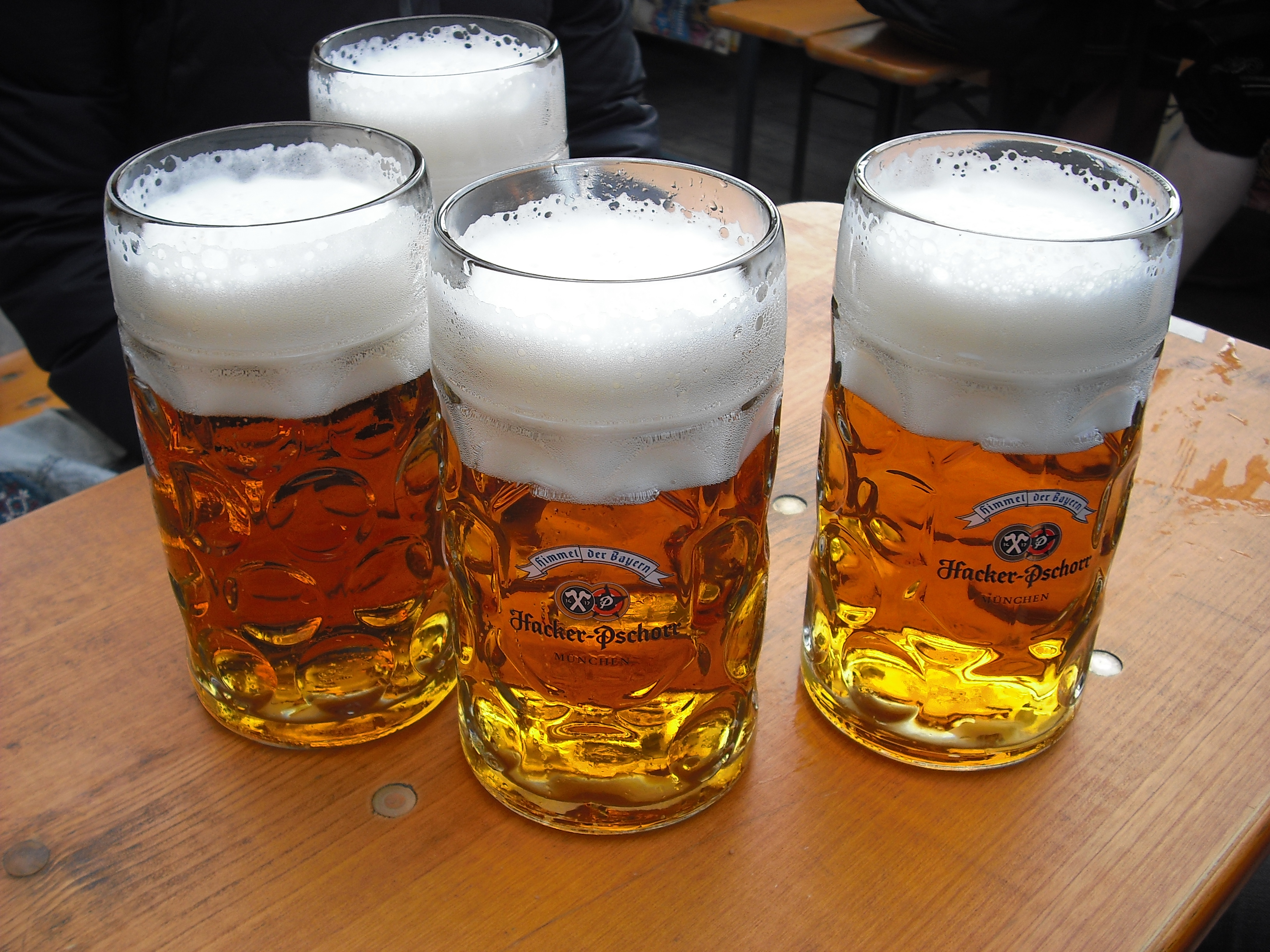
ビール製造はオオムギの最も重要な用途である

なかでもオオムギ麦芽のもっとも重要かつ一般的な使用法は、ビールの醸造である。ビールはコムギやほかの穀物、バナナなどから作られることもあるが、通常ビールとはオオムギ麦芽から製造されたものを指す。1516年にバイエルン公ヴィルヘルム4世によって制定されたビール純粋令は、「ビールは、麦芽・ホップ・水・酵母のみを原料とする」ことを定めている。この法律はバイエルン史を通じて存続し、1870年にバイエルンがドイツ帝国に吸収されたのちも帝国によって引き継がれ、ドイツでは改正をくわえられつつも現役の法律となっている。この麦芽はオオムギを指すものではなく、コムギ麦芽を使用する白ビールなども製造されているが、白ビールでも原料の一部にはオオムギを使うことが多く、またドイツでの生産の多数を占めるピルスナータイプのビールはすべてオオムギ麦芽のみを使用する。
ビールなどの醸造酒のほか、蒸留酒もオオムギから作られる。その中でも最も生産額が多く重要なものは、ウィスキーの生産である。ウィスキーにはオオムギ麦芽（モルト）のみを原料とするモルト・ウイスキーと、トウモロコシやライムギなどほかの穀物から作られるグレーン・ウイスキーがあるが、グレーン・ウイスキーの多くはモルト・ウイスキーと混合するブレンデッド・ウイスキーとなるため、いずれにせよオオムギが大きな役割を持つ。また、ウイスキーのほか、ウォッカやジンはオオムギを原料としたものも多数存在する。
アルコール飲料以外にも麦芽に甘味料などをくわえて飲みやすくした麦芽飲料が世界各国で飲まれ、大企業もネスレ・ミロ、ホーリック、オバルチンなどといった麦芽飲料を製造し販売している。

#### 麹の利用
日本では麹を生やして醤油・味噌などの発酵食品の原料として使われる。ハダカムギから作られる麦味噌が、九州を中心に作られている。オオムギを使用する麦焼酎のように、酒類の原料としても用いられる。麦焼酎は六条オオムギを原料にしたものと二条オオムギを原料としたものの両方があるが、麦芽ではなく麹を使うのが大きな特徴である。

#### 大麦粉の利用
大麦粉は麺やパンの材料としても用いることができる。ただし、小麦粉と違ってグルテンをほとんど含まないため、製麺の場合、麺の弾力不足を補う必要がある（小麦粉との混合やグルテンの添加など）。また、製パンの場合もグルテンに乏しいため、そのままだとパン生地は不安定になる（膨らみにくく、小麦のパンとは食感が異なるどっしりとした重い感じのパンができる）。他にも大麦粉は液状食品に利用すると粘度が高くなるなどの問題があり小麦粉に比べるとあまり利用されていない。
大麦は小麦より粉に挽きにくいという問題があるが、発芽させることによって挽きやすくなる。
炒った大麦を挽いた粉は、はったい粉や麦焦がしなどと呼び、砂糖や湯などと合わせて練り、菓子の一種として食べられていた。麦粉は菓子の原料として広く使われている。また、はったい粉を型に入れて固めた麦落雁も、和菓子として各地の銘菓となっている。

#### その他の食品
下記の栄養価と焼成した際の食感とを活かすため、グラノーラ等のシリアルの原材料にも用いられている。
沖縄県においては、緑豆とオオムギを使ってあまがしというぜんざいの一種が作られ、夏の風物詩となっている。オオムギをポン菓子にしてチョコレートをコーティングした麦チョコも、駄菓子屋などで売られている。
若葉を粉砕して粉末にしたものは青汁の一種として、健康食品として売られている。なお、オオムギ穀皮抽出物は乳化剤などの用途で、かつて日本の既存食品添加物名簿に掲載されていたが、販売実績がないため、2005年に削除された。
カクテルのマイタイに用いられるオルジェーシロップやスペイン語圏で人気のある飲料オルチャータは、どちらもラテン語で「ホルデアタ」（hordeata、「オオムギから作られた」）と呼ばれるオオムギを原料とした飲料を祖先としている。
また、日本を含む世界各地で種子を煎ったものを煎じて、麦茶などとして飲む。日本では冷やして主に夏に飲まれるが、イタリアやスペインでは（しばしばコーヒーの代用として）深く焙煎した大麦を濃く煎じたものを温かくして季節を問わず飲用する（イタリアのカッフェ・ドルゾ、スペインのアグア・デ・セバダ）。日本でも江戸時代には麦湯と呼ばれ、温かくして飲むものであったが、新麦を使うものが美味であるため、季節はやはりオオムギの収穫期である夏のものであった。

### その他の用途
その他の用途としては家畜の飼料などがある。オオムギの利用史において、飼料用は世界のほとんどの地域において常に大きな部分を占めている。ウシやヒツジなどの反芻する家畜はオオムギを好み、特に皮の部分を好むからである。大生産国であるヨーロッパやアメリカにおいては、飼料用とビール・ウィスキー醸造用がオオムギの用途のほとんどを占め、そのまま食用とすることは少ない。日本においても飼料用オオムギは重要であり、オオムギ消費の大きな部分を占める。飼料としては、ウシの肥育に使用される場合が多い。オオムギを飼料として販売する場合、日本においては変形加工することが義務付けられている。
また、オオムギ発酵エキスに白髪を黒くさせる作用のある成分が含まれ、育毛剤、シャンプーなどに応用が考えられている。

## 栄養価

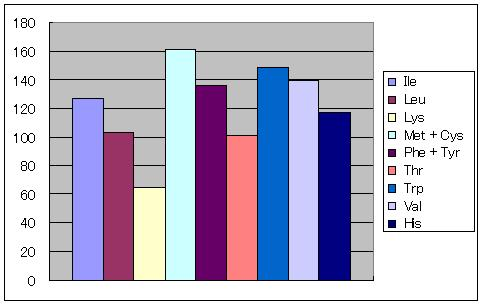
オオムギのアミノ酸スコア

豊富な水溶性食物繊維と効果
大麦は他の穀類と比較すると食物繊維が多い。特に小麦や精白米は不溶性食物繊維が多いのに対し、大麦は水溶性食物繊維の割合が高いのが特徴である。大麦の豊富な水溶性食物繊維の大部分はβグルカンである。大麦の摂取による血中コレステロール値上昇抑制作用、血糖値上昇抑制作用、BMI値低減効果が報告されている。
抗癌作用を主張する研究について
かつて、デザイナーフーズ計画のピラミッドで3群に属しており、3群の中でも、ローズマリー、セージ、ベリー、ジャガイモと共に3群の最下位に属するが、癌予防効果のある食材であると位置づけられていた。
| 項目           | 分量   |
| -------------- | ------ |
| 炭水化物       | 77.8 g |
| 食物繊維総量   | 9.6 g  |
| 水溶性食物繊維 | 6.0 g  |
| 不溶性食物繊維 | 3.6 g  |

## 生産量
オオムギはイネ、コムギ、トウモロコシに次いで世界で4番目に多く栽培されている穀物である。生産量はかつて増加傾向にあり、1961年には7200万トンだった生産量は2008年には1億5500万トンと、倍以上に増加している。しかし1970年代からは増加は停滞傾向にある。2004年の世界の総生産量は1億5362万4393トンであった。世界で最もオオムギの生産量が多い国はロシアであり、以下カナダ、ドイツ、ウクライナ、フランスと続く。FAOの 統計によれば、主要生産国の国別生産量は以下の通りであった。
2004年度
|    | 国             | トン       |
| -- | -------------- | ---------- |
| 01 | ロシア         | 1717万9740 |
| 02 | カナダ         | 1318万6400 |
| 03 | ドイツ         | 1299万3000 |
| 04 | ウクライナ     | 1106万8800 |
| 05 | フランス       | 1104万0214 |
| 06 | スペイン       | 1060万8700 |
| 07 | トルコ         | 0900万0000 |
| 08 | オーストラリア | 0645万4000 |
| 09 | アメリカ合衆国 | 0608万0020 |
| 10 | イギリス       | 0586万0000 |

参考： 日本 19万5400トン(2007年度）
2009年〜2011年
| 順位 | 国             | 2009  | 2010  | 2011  |
| ---- | -------------- | ----- | ----- | ----- |
| 01   | ロシア         | 17.8  | 8.3   | 16.9  |
| 02   | ウクライナ     | 11.8  | 8.4   | 9.1   |
| 03   | フランス       | 12.8  | 10.1  | 8.8   |
| 04   | ドイツ         | 12.2  | 10.4  | 8.7   |
| 05   | オーストラリア | 7.9   | 7.2   | 7.9   |
| 06   | カナダ         | 9.5   | 7.6   | 7.7   |
| 07   | トルコ         | 7.3   | 7.2   | 7.6   |
| 08   | イギリス       | 6.6   | 5.2   | 5.4   |
| 09   | アルゼンチン   | 1.3   | 2.9   | 4.0   |
| 10   | アメリカ合衆国 | 4.9   | 3.9   | 3.3   |
| —    | 世界総計       | 151.8 | 123.7 | 134.3 |

また、日本国内においては、平成19年度で二条大麦が12万8200トン、六条大麦が5万2100トン、裸麦が1万4300トンとなっている。二条大麦の生産量が最も多いのは佐賀県で、4万1600トン、全国生産量の32.4%にのぼる。六条大麦の生産量が最も多いのは福井県で、1万7100トン、全国生産量の32.8%にのぼる。裸麦の生産量が最も多いのは愛媛県で5880トン、全国生産量の41.1%を占める。自給率は8%前後である。
日本はオオムギの大輸入国ではあるが、主食用のオオムギに関しては100%自給を達成している。一方、飼料用のオオムギに関してはほぼ100%を輸入に頼っている。

## オオムギをめぐる出来事

### 国際関係
- 2010年代、豪中関係が悪化する中、中国はオーストラリア産大麦について、不当廉売が行われているとして反ダンピングおよび反補助金調査を開始。2020年5月19日にアンチ・ダンピング関税などの名目で80.5％の追加関税を課すことを決定。これに対してオーストラリアは、WTO紛争解決手続きの申し立てを行うこととなった[38]。